# Joseph Garang

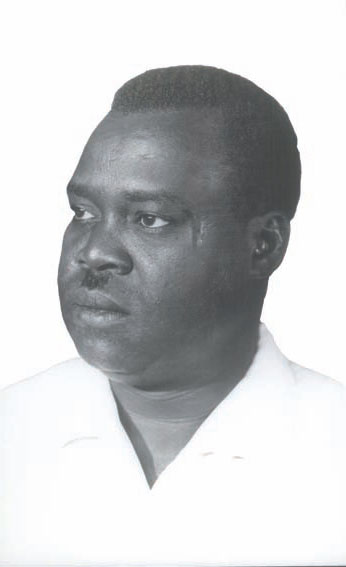
Joseph Garang

Joseph Ukel Garang Wel (1932 - 28 juli 1971) was een Soedanees politicus van de Soedanese Communistische Partij. Hij was minister voor Zuidelijke Zaken en werd geëxecuteerd in 1971 na een mislukte coup.
Garang volgde een rechtenopleiding. In 1969 werd hij door president Jafaar Numeiri opgenomen in zijn kabinet. De president probeerde zo zijn greep op het opstandige zuiden te vergroten. Op 19 juli 1971 leidde majoor Hashim al-Ata een staatsgreep en nam president Numeiri gevangen. Al na enkele dagen werd de couppoging neergeslagen en herstelde president Numeiri zijn gezag. Garang werd samen met andere communistische politici gearresteerd. Er volgde een proces en samen met 600 anderen werd Garang geëxecuteerd.
Als minister voor Zuidelijke Zaken werd hij vervangen door Abel Alier.